# Швец, Виктор Дмитриевич
Виктор Дмитриевич Швец (укр. Віктор Дмитрович Швець; род. 6 января 1954, пгт Боровая, Фастовский район, Киевская область, УССР, СССР) — советский государственный и украинский политический деятель, юрист. Народный депутат Украины. Член Президиума Политсовета партии Всеукраинское объединение «Батькивщина».

## Образование
В 1980 году окончил Киевский государственный университет имени Т. Г. Шевченко и получил квалификацию юриста.
Работал в научных и научно-исследовательских учреждениях.
Профессор кафедры уголовно-правовых дисциплин и профилактики преступлений Академии управления МВД Украины, кандидат юридических наук.

## Карьера
С 1982 года работал адвокатом, заведующим юридической консультации, председателем коллегии адвокатов Киева.
До избрания народным депутатом Украины в 2006 году работал начальником Главного управления надзора за соблюдением законов органами государственной налоговой службы и на транспорте Генеральной прокуратуры Украины.
С 25 мая 2006 по 12 июня 2007 года — народный депутат Украины V созыва от блока Юлии Тимошенко, № 31 в списке. Первый заместитель председателя Комитета по вопросам законодательного обеспечения правоохранительной деятельности.
С 23 ноября 2007 по 12 декабря 2012 года — народный депутат Украины VI созыва от блока Юлии Тимошенко, № 26 в списке. Председатель Комитета по вопросам законодательного обеспечения правоохранительной деятельности.
С 12 декабря 2012 года — народный депутат Украины VII созыва от партии всеукраинское объединение «Батькивщина», № 40 в списке. Первый заместитель председателя Комитета по вопросам правовой политики.

## Семья
Жена Ирина Александровна. Дочь Юлия (1980) — член Центральной избирательной комиссии (2007—2018).

## Награды и звания
Государственный советник юстиции 3-го класса (с августа 2007).
Награждён почётной грамотой Верховной Рады Украины и высшими наградами Генеральной прокуратуры Украины, Службы безопасности Украины, Госдепартамента исполнения наказаний, Академии управления МВД Украины.